# Màquina d'anestèsia
Una màquina d'anestèsia és un dispositiu mèdic que es fa servir per generar i barrejar un flux de gas fresc amb gasos mèdics i agents anestèsics per inhalació per tal d'induir i mantenir l'anestèsia.
La màquina s'usa normalment junt amb un respirador artificial, sistema de respiració, equip de succió i dispositius de monitorització del pacient. Estrictament parlant, el terme "màquina d'anestèsia" es refereix només al component que genera el flux de gas, però les màquines modernes generalment integren tots aquests dispositius en una unitat independent combinada, que es coneix col·loquialment com a "màquina d'anestèsia" per simplicitat. El tipus de màquina d'anestèsia més utilitzada és la de flux continu o màquina de Boyle, que està dissenyada per proporcionar un subministrament precís de gasos medicinals barrejats amb una concentració precisa de vapor anestèsic, i per subministrar-lo contínuament al pacient a una pressió i flux segurs. Això és diferent de les màquines d'anestèsia de flux intermitent, que proporcionen flux de gas només sota demanda quan s'activa per la pròpia inspiració del pacient.
L'aparell anestèsic més simple es pot fer servir en circumstàncies especials, és l'aparell anestèsic triservei, un sistema d'anestèsia simplificat inventat per als Serveis Mèdics de Defensa Britànica, que és lleuger i portàtil i es pot fer servir per ventilació fins i tot quan no hi ha gasos mèdics disponibles. Aquest dispositiu té vàlvules unidireccionals que aspiren a l'aire ambient, que es pot enriquir amb oxigen d'un cilindre, amb l'ajuda d'un conjunt de manxes.

## Història
El concepte original de màquines de flux continu va ser popularitzat per la màquina anestèsica de Boyle, inventada per l'anestesista britànic Henry Boyle a l'Hospital St Bartholomew de Londres, Regne Unit el 1917, encara que s'havien utilitzat màquines similars a França i als Estats Units. Abans d'aquest temps, els anestesiòlegs sovint portaven tot el seu equip amb ells, però el desenvolupament d'un emmagatzematge de cilindres pesats i voluminosos i un equip de vies respiratòries cada cop més elaborat va fer que això ja no fos pràctic per a la majoria de les circumstàncies. Les màquines d'anestèsia contemporània de vegades encara es coneixen com a "màquina de Boyle", i solen muntar-se sobre rodes antiestàtiques per a un transport còmode.
Moltes de les primeres innovacions en equips anestèsics als Estats Units, inclòs l'absorbidor de diòxid de carboni de circuit tancat (també conegut com el Guedel-Foregger Midget) i la difusió d'aquest equip als anestesiòlegs dels Estats Units es poden atribuir a Richard von Foregger i The Foregger. Company.

## Parts de la màquina d'anestèsia

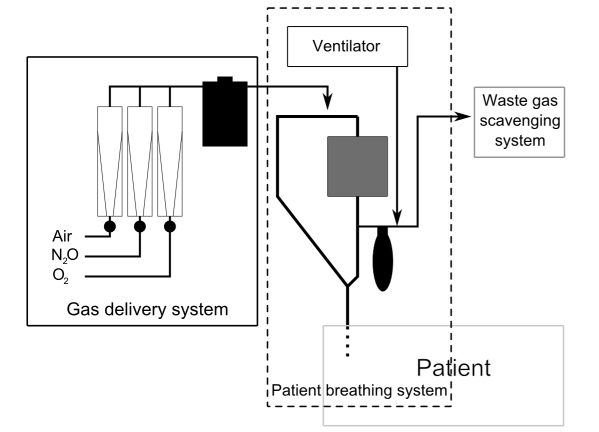
Esquema simple d'una màquina anestèsica

Una màquina d'anestèsia moderna inclou com a mínim els components següents:
- Connexions a l'oxigen canalitzat, aire mèdic i òxid nitrós d'un subministrament de paret al centre de salut, o reserva de cilindres de gas d'oxigen, aire i òxid nitrós units a través d'un jou del sistema de seguretat d'índex de passador amb un segell Bodok
- Manòmetres, reguladors i vàlvules de 'pop-off', per controlar la pressió de gas a tot el sistema i protegir els components de la màquina i el pacient d'augments excessius
- Caudalímetres com a rotàmetres per a oxigen, aire i òxid nitrós.
- Vaporitzadors per proporcionar un control de dosi precís quan es fan servir anestèsics volàtils
- Una descàrrega d'oxigen d'alt flux, que evita els mesuradors de flux i els vaporitzadors per proporcionar oxigen pur a 30-75 litres/minut
- Sistemes per a monitorar els gasos administrats i exhalats pel pacient, inclòs un dispositiu d'advertència de falla d'oxigen

S'hi poden incorporar sistemes de control de la freqüència cardíaca del pacient, ECG, pressió arterial i saturació d'oxigen, en alguns casos amb opcions addicionals per controlar el fluxe de diòxid de carboni i la temperatura. Normalment també s'incorporen sistemes de respiració, inclosa una bossa de dipòsit manual per a la ventilació en combinació amb una vàlvula limitadora de pressió ajustable, així com un ventilador mecànic integrat, per ventilar amb precisió el pacient durant l'anestèsia.